# Institut médico-éducatif Marie-Auxiliatrice
L'institut médico-éducatif Marie-Auxiliatrice est un institut médico-éducatif situé sur la commune de Draveil, spécialisé dans l'autisme et le polyhandicap. Créé en 1964, c'est l'un des plus anciens établissements spécialisés de ce type en France. Il est depuis 2019 régulièrement au centre de controverses impliquant des maltraitances de résidents.

## Histoire
L'IME ouvre en 1964, il s'agit alors d'un des tout premiers établissements français spécialisés dans l'institutionnalisation des enfants handicapés. À l'origine, il est spécialisé dans le « handicap très lourd », puis face à l'évolution des besoins, il accueille de plus en plus d'enfants autistes. 
En 2016, alors qu'il est géré par l’association « Vivre et Devenir », la construction d'un nouveau bâtiment de 6 000 m2 spécialisé dans le polyhandicap et l'autisme est initiée, pour une ouverture prévue en septembre 2018. L’association annonce aussi un projet d'aire de jeu extérieure adaptée aux enfants ayant ces handicaps. En 2019, il lance le premier atelier de son programme d'éducation thérapeutique.
En 2020, pendant le confinement dû à la pandémie de COVID-19, les résidents sont renvoyés à leur domicile puis dé-confinés petit à petit : dix d'entre eux regagnent l'établissement le 11 mai.
En novembre 2024, l'IME obtient le 3e prix national du Fonds MAIF pour l’Éducation, avec le club d’aviron de Draveil, pour son projet d'acquisition d'un bateau d'aviron inclusif.

## Description
En 2020, l'établissement accueille 120 enfants handicapés âgés de 0 à 20 ans, majoritairement autistes ou polyhandicapés, répartis entre 15 unités.
Le bâtiment inauguré en 2019 comporte une cour avec des jeux, une salle de balnéothérapie, un gymnase, une salle sensorielle, une cuisine, et une salle de classe.
Depuis l'agression de Yanis en 2019, les enfants y sont répartis par âge et non plus par type de handicap.

## Affaires de maltraitances
Le 2 mai 2019, Yanis, 13 ans, est tabassé dans sa chambre à l'IME : ses parents qui l'ont découvert « couvert de bleus de la tête aux pieds » déposent une plainte, qui est classée sans suites. La direction de l'établissement accuse un résident trisomique d'avoir agressé Yanis, mais ses parents et leur avocat doutent de cette version. Alors que la plainte est relancée, une autre mère fait part de blessures subies par sa fille épileptique.
En 2021, la directrice adjointe de l’établissement envoie une boucle d'emails dans lesquels elle dénonce des maltraitances de résidents, alors qu'elle est en procédure de licenciement. Plusieurs parents témoignent d'avoir trouvé des marques de morsures et de griffures sur le corps de leurs enfants, alors que le directeur Christophe Douesneau dénonce des allégations « fausses ».
En 2024, les parents d'une adolescente lourdement handicapée déposent une plainte en raison de violences sexuelles sur plusieurs années et d'un viol survenu dans l'établissement où se trouve leur fille depuis 2015 : ils ont découvert des bleus dans l'entrejambe de l'adolescente,. En décembre 2024, l'association Mouv'enfants manifeste devant l'institut pour protester contre le déni face à ce viol présumé, et interpeller les pouvoirs publics.